# Amtshaus Hasseler Steinweg 1
Das Amtshaus Hasseler Steinweg 1, Ecke Kirchstraße, in Hoya wurde 1780 als Landratsamt gebaut.

Das ortsteilprägende Gebäude ist aktuell ein Wohnhaus.
Das Gebäude steht unter Denkmalschutz (siehe auch Liste der Baudenkmale in Hoya).

## Beschreibung und Geschichte
Das zweigeschossige neunachsige klassizistische traufständige verputzte Gebäude mit einem Walmdach mit zehn Schleppgauben wurde 1777/80 als Landratsamt des Amtes Hoya gebaut.
Das mittelalterliche Amt Hoya kam 1885 zum preußischen Kreis Hoya. Es bestand 1885 aus 39 Gemeinden. Das Haus war Wohn- und Dienstsitz des ersten Beamten des Amtes. Nach Bildung des Kreises Hoya (1885 bis 1932) war das Haus Wohn- und Dienstsitz des Landrates. Deshalb wird das Gebäude auch als altes Landratsamt bezeichnet.
Nach 1932 war hier zunächst die BDM-Landfrauenschule des Bundes Deutscher Mädel und später ein Kinderheim.

Heute sind hier nach Umbauten Wohnungen und ein Architekturbüro untergebracht.